# Mircea III Dracul
Mircea III Dracul fue Príncipe del principado de Valaquia en 1510. Se casó con Maria Despina y fue el padre de Alexandru II Mircea. Su padre era Mihnea cel Rău y su madre la segunda esposa de Mihnea, Voica. Gobernó Valaquia como corregente hasta la muerte de su padre en 1509 y en solitario en 1510. Según las fuentes históricas Mircea fue un hombre fuerte y brutal, que capturó a algunos de los boyardos que participaron en el asesinato de su padre y los ejecutó personalmente con sus manos desnudas.
| Predecesor: Mihnea cel Rău | Príncipe de Valaquia 1509-1510 | Sucesor: Vlad al V-lea cel Tânăr |